# Wincenty Łaszewski
Wincenty Łaszewski (ur. 1956) – polski teolog, pisarz i tłumacz. Autor wielu książek poświęconych Matce Bożej, a zwłaszcza objawieniom maryjnym. Członek Światowego Apostolatu Fatimskiego.
W swoich publikacjach zajmuje się głównie historią kultu maryjnego w Europie oraz objawieniami mającymi miejsce w różnych miejscach świata. Szuka związków pomiędzy objawieniami, a współczesną historią. 
Najważniejsze książki autora: Nowy lepszy świat, Apokalipsa według Fatimy, Objawienia Maryi przeciw mocy Szatana.

## Publikacje wybrane
- Katechizm w tajemnicach różańcowych - Pismo Święte i tradycja kościoła, objawienia różańcowe, historia różańca, cuda, ruchy różańcowe, obietnice, odpusty, sposób odmawiania różańca (1998)
- Świat Maryjnych objawień (2003)
- Jak odmawiać różaniec? Zaproszenie do kontemplacji (2003)
- Różaniec otwiera nam niebo (2003)
- Dlaczego Rosja się nie nawróciła? Rozważania o naszej odpowiedzialności za spełnienie się wielkiej obietnicy Matki Bożej Fatimskiej (2003)
- Cudowny medalik: Klucz do skarbnicy łask (2004)
- Europejska Madonna: Opowieści o maryjnych korzeniach starego kontynentu (2004)
- Nabożeństwo pięciu pierwszych sobót miesiąca (2005)
- Droga, która prowadzi do Boga: rozważania nad fatimską tajemnicą Niepokalanego Serca Maryi (2005)
- Łucja, Jan Paweł II i my: Wspólne posłannictwo (2005)
- Krzyk Eucharystii czyli O cudach, które potwierdzają cud (2006)
- Cud Guadalupe (2007)
- Godzina Łaski: masz szanse na setki łask od Maryi: Z miłością do Kościoła, z uwielbieniem dla Niepokalanej, z dziękczynieniem za dar zbawienia (2007)
- Maryjo, kieruj naszym życiem! Modlitewnik (2007)
- Niepokalane Poczęcie: Dar i zadanie (2008)
- Święto Miłosierdzia: Szansa na setki łask (2008)
- Cud słońca w Fatimie: Teologia, dokumenty, świadectwa (2008)
- Pierwsze soboty z Janem Pawłem II: Pierwszosobotnie rozważania po odejściu sługi Bożego Jana Pawła II (2008)
- Cuda Maryi w życiu Jana Pawła II (2008)
- Siedem dni Fatimy czyli o tym, Jak Siostra Łucja mierzyła czas dzielący nas od triumfu Niepokalanego Serca Maryi (2008)
- Rozmyślania różańcowe na pierwsze soboty: Przyjmujemy zaproszenie Maryi, by "przez piętnaście minut rozmyślania nad tajemnicami różańcowymi towarzyszyć Jej w intencji zadośćuczynienia" (2008)
- Tajemnica Guadalupe (2009)
- Cud na Filipinach: Rok 1986 (2009)
- Koniec świata według Maryi (2010)
- Maryja ocali twoje życie: Skuteczne środki zbawienia (2011)
- Polska dla Króla (2011)
- Apokalipsa według Fatimy (2013)
- Nowy lepszy świat: Ukryta tajemnica Fatimy (2013)
- Proroctwo o Polsce: Obietnica i krew (2011)
- Dlaczego Rosja się nie nawróciła? (2014)
- Ewangelia zwycięstwa wg Jana Pawła II (2014)
- Nieznane oblicza świętej Faustyny (2014)
- Godzina łaski (2015)
- Bł. Edmund Bojanowski: Piękno Maryjnej świętości (2015)
- Czy iskra apokalipsy wyjdzie z Polski?: Próba analizy mistycznej (2015)
- Objawienia Maryi przeciw mocy Szatana (2015)
- Modlitwy zatroskanych o Polskę (2015)
- Opowiem Ci o Guadalupe (2015)
- Fatima: Największa tajemnica: Objawienia Maryjne 1917-1929: Nowo odkryte dokument (2016)
- Nadchodzi kres: Maryjne wizje końca Świata (2016)
- Duchowy przewodnik po Fatimie (2017)
- Niewidzialna wojna: Siódma tajemnica fatimska i pan tego świata: Klucz do pontyfikatu Franciszka (2017)
- Boży szaleńcy: Niezwykłe losy polskich mistyków (2018)
- Duchowa misja Polski (2019)